# Поцілунок Сонця
Поцілунок Сонця (англ. Sun Kissed) — повнометражний американський фільм, відзнятий таким режисером, як Патрік Макгуїн.

## Сюжет
Тедді — молодий гей, письменник, який їде в заміський будинок, який надав йому його професор, щоб дописати там свою книгу. Там він зустрічає симпатичного хлопчину на ім'я Лео, який стежить за будинком професора. Він допомагає Тедді оселитися в будинку. Вони починають тусуватися разом, і одного разу після однієї вечірки, на якій обидва перебрали алкоголю, опиняються разом у ліжку. Тедді дуже скоро закохується в Лео, але є одне «але»: у Лео бувають видіння, під час яких він вбиває людей. Чи правда це чи тільки сни? Лео — вбивця чи ні? Чи зможе їх любов перемогти темну сторону Лео, і чи не стане Тедді наступною жертвою?? У фільмі багато сцен сексу цих двох хлопців.

## У ролях
- Джон Орт — Тедді Раппапорт
- Грегори Марсель — Лео Сполдінг
- Лаура Хофтчер — Шеріл
- Джордж Столл — Кріспін
- Дайенн Азімов — мати Лео
- Майкл Хонг

## Прем'єра
Прем'єрний показ фільму відбувся на Кінофестивалі геївського та лесбійського кіно в Маямі (США) 25 квітня 2006 року.